# Cantone di Desvres
Il Cantone di Desvres è una divisione amministrativa dell'arrondissement di Boulogne-sur-Mer.
A seguito della riforma approvata con decreto del 24 febbraio 2014, che ha avuto attuazione dopo le elezioni dipartimentali del 2015, è passato da 23 a 52 comuni.

## Composizione
I 23 comuni facenti parte prima della riforma del 2014 erano:
- Alincthun
- Bainghen
- Belle-et-Houllefort
- Bellebrune
- Bournonville
- Brunembert
- Colembert
- Courset
- Crémarest
- Desvres
- Henneveux
- Le Wast
- Longfossé
- Longueville
- Lottinghen
- Menneville
- Nabringhen
- Quesques
- Saint-Martin-Choquel
- Selles
- Senlecques
- Vieil-Moutier
- Wirwignes

Dal 2015 i comuni appartenenti al cantone sono i seguenti 52:
- Alincthun
- Ambleteuse
- Audembert
- Audinghen
- Audresselles
- Bazinghen
- Bellebrune
- Belle-et-Houllefort
- Beuvrequen
- Bournonville
- Brunembert
- Carly
- Colembert
- Courset
- Crémarest
- Desvres
- Doudeauville
- Ferques
- Halinghen
- Henneveux
- Hervelinghen
- Lacres
- Landrethun-le-Nord
- Leubringhen
- Leulinghen-Bernes
- Longfossé
- Longueville
- Lottinghen
- Maninghen-Henne
- Marquise
- Menneville
- Nabringhen
- Offrethun
- Quesques
- Questrecques
- Rety
- Rinxent
- Saint-Inglevert
- Saint-Martin-Choquel
- Samer
- Selles
- Senlecques
- Tardinghen
- Tingry
- Verlincthun
- Vieil-Moutier
- Wacquinghen
- Le Wast
- Wierre-au-Bois
- Wierre-Effroy
- Wirwignes
- Wissant